# دیمیتریوس گولمیس
دیمیتریوس گولمیس (یونانی: Δημήτριος Γολέμης؛ ۱۵ نوامبر ۱۸۷۴ – ۹ ژانویهٔ ۱۹۴۱) یک دونده دو نیمه‌استقامت اهل یونان بود. 
از افتخارات وی میتوان به کسب مدال برنز دو ۸۰۰ متر در بازی‌های المپیک تابستانی ۱۸۹۶ اشاره کرد.